# El-Kurru
El-Kurru foi um dos cemitérios usados pela família real Cuxita. A maioria das pirâmides ali localizadas datam do início do período Napata, de Alara (1º governante da dinastia Napata, r. 795-752 a.C.) a Nastasen (27º governante da dinastia Napata, r. 335–315 a.C.). 

## Histórico
A área onde está localizada El-Kurru é dividida em três partes por dois Uádi. A seção central parece ser a mais antiga e contém vários túmulos tipo Mamoa que seriam anteriores a ascensão de Napata como capital cuxista. Um dos primeiros a escavar o local foi George Andrew Reisner, ele acreditava que a mais antiga tumba, a Tum.1, datava do tempo do faraó Sisaque I do Egito Antigo (c. 850 a.C.) e precederia a Dinastia Napata por cerca de 200 anos. Atualmente, estudiosos (Kendall, Hakem, Totok) pensam que o primeiro cemitério remonta ao período Raméssida (XX dinastia egípcia, 1196 - 1070 a.C.), embora Kendall tenha voltado sua posição e agora tem uma proposta próxima a de Reisner. 
A parte mais alta do cemitério contém quatro tumbas tumulares (Tum. 1, 2, 4 e 5). Indo na direção norte, após atravessar o uádi ali existente está localizada a Tum. 6. Continuando a leste deste pondo vemos uma linha de pelo menos oito pirâmides. Uma delas penetra parcialmente o túmulo Tum. 19. A piramide mais meridional desta fileira foi construída a mando de Cáchita (presumivelmente a ergueu em homenagem a sua esposa Pebatjma). Antes desta linha há outra fileira de pirâmides que inclui as de Piiê, Xabaca e Tanutamon.
Ao sul da pirâmide de Pebatjma, atravessando o wadi sul chega-se às pirâmides do sul. Estas são as pirâmides das rainhas: Naparaye (K.3), Khensa (K.4), Qalhata (K.5) e Arty (K.6). 

## Pirâmides e túmulos em El-Kurru
- Tum 1, o túmulo mais antigo de El-Kurru.
- Tum 2, este túmulo continha um crânio feminino. [3]
- Tum 4
- Tum 5
- Tum 6, túmulo localizado ao norte do Tum 1, atravessando do Uádi do norte.
- Tum 19, localizado a leste do aglomerado de túmulos mamoa. A pirâmide K 13 penetrou parcialmente uma seção dessa tumba.

Pirâmides que datam da época da Dinastia Napata (ca. 750 - 650 a.C.)
- K.1 Rei Desconhecido - Uma das maiores pirâmides. Localizado ao sul e adjacente à pirâmide de Piiê (K.17) (datada de 362 a 342 a. C., depois de Harsiotef, antes de Akhraten) .
- K.2
- K.3 - Rainha Naparaye, filha de Piiê, irmã-esposa de Taraca
- K.4 - Rainha Khensa, filha de Cáchita, irmã-esposa de Piiê
- K.5 - Rainha Qalhata, esposa de Xabataca, mãe de Tanutamon
- K.6 - Rainha  Arty, filha de Piiê e irmã-esposa de Shebitku
- K.7 - Possivelmente Rainha Pebatjma, esposa de Cáchita. Localizado ao lado da pirâmide de Cáchita (K. 8)
- K.8 - Rei Cáchita, pai de Piiê
- K.9 - possivelmente rei Alara
- K.10
- K.11, a pirâmide continha uma caveira feminina. [3]
- K.13
- K.14
- K.15 - Rei Xabaca, filho de Cáchita, irmão de Piiê
- K.16 - Rei Tanutamon, filho de Xabataca e da Rainha Qalhata com duas câmaras subterrâneas bem preservadas com pinturas nas paredes e no telhado
- K.17 - Rei Piiê, filho de Cáchita
- K.18 - Rei Xabataca, filho de Piiê. Localizada a oeste da pirâmide de Cáchita e ao sul dos túmulos mamoa. A pirâmide ainda continha um crânio humano que pode ter pertencido ao próprio Xabataca. [3]
- K.21
- K.23, pirâmide ao lado do rei Cáchita (K.8) [3]
- K.52 - Rainha Nefrukekashta, esposa de Piiê
- K.53 - Rainha Tabiry, filha de Alara, esposa de Piiê
- K.54 - Possivelmente Rainha Peksater, filha de Cáchita, esposa de Piiê

## Túmulos de Cavalos
Cerca de 120 metros a noroeste das pirâmides K 51-K 55, foram encontradas quatro fileiras de sepulturas que continham tumulos de cavalos. As linhas continham quatro, oito, oito e quatro sepulturas, respectivamente. As quatro sepulturas na primeira linha provavelmente datam da época de Piiê, as tumbas na segunda linha datam da época de Xabaca, as tumbas na terceira linha datam da época de Xabataca, e os túmulos na quarta e última linha datam do tempo de Tanutamon.
Os túmulos tinham sido todos saqueados, mas restava o suficiente para determinar que os cavalos estavam todos enterrados em posição ereta. Os cavalos foram enterrados com todos os seus apetrechos. 

## Galeria
- Exterior de um dos antigos túmulos núbios
- Pinturas no Túmulo de Tanutamon
- Pinturas no Túmulo de Tanutamon
- Pinturas no Túmulo de Tanutamon
- Pintura em um dos antigos túmulos núbios em El-Kurru